# رصدخانه فضایی هرشل
رصدخانهٔ فضایی هرشل رصدخانه‌ای فضایی متعلق به سازمان فضایی اروپا که بنابر گفتهٔ این سازمان تا هنگام پرتاب آن به فضا بزرگ‌ترین رصدخانهٔ فروسرخ جهان بوده‌است، قطر تلسکوپ انعکاسی این رصدخانه ۳٫۵ متر می‌باشد و این رصدخانه قادر به دریافت امواجی خواهد بود که تا پیش از آن امکان‌پذیر نبود. یکی از اهداف این رصدخانه تحقیق در مورد شکل‌گیری کهکشان‌ها در هنگام آغاز تشکیل جهان و چگونگی تکامل آن‌هاست.
گفته می‌شود از ۲۹ آوریل ۲۰۱۳ فعالیت این رصدخانه مختل شده‌است، علت آن اتمام ۲٬۳۰۰ لیتر هلیوم مایع این رصدخانه است که برای تنظیم دمای آن لازم می‌باشد.